# 免疫沉澱
免疫沉澱（Immunoprecipitation, IP）是水溶性抗原遇到特異性抗體，結合而形成抗原-抗體複合物在水溶液中沉澱的現象；其可作為一種研究蛋白質間交互作用的生物技術，這種技術是利用抗體與蛋白質的可溶性抗原，進行特異性結合且產生可見的沉澱，來檢測並定量特定的抗原。
利用免疫沉澱，可將含有上千種不同蛋白質的樣品中，分離和濃縮出特定蛋白質。進行免疫沉澱分析法時，抗體常需固定在一個固相基質上。

## 類型

### 单个蛋白质免疫沉淀（IP）
使用特定蛋白质的特异性抗体从含有多种不同蛋白质的溶液中分离出该蛋白质。这些溶液通常为植物或动物组织的粗裂解物。其他样品类型可能是体液或其他生物来源的样品。

### 蛋白质免疫共沉淀（Co-IP）
免疫共沉淀的基础是特异性抗体与一种已知蛋白质的专一性结合，用来研究蛋白质之间的相互作用。当细胞在非变性条件下被裂解时，存在许多蛋白质复合体，其中的蛋白质－蛋白质间的相互作用被保留了下来。通过抗体与复合体中一种蛋白质的结合，可以使多种蛋白质共同沉淀，将复合体中的多个组成部分从溶液中“拉出”。
- 抗体通常会选择表位暴露的靶蛋白亚群，因此无法识别表位隐藏在复合物内部的蛋白质。因此，有时即使使用过量的抗体，也只能沉淀出很少量的蛋白质。
- 如果连续进行多次免疫共沉淀，识别出的蛋白质数量可能会不断增加。这些蛋白质可能永远不会同时组成单一的复合物，而是可能代表了一个蛋白质相互作用的网络，在不同的时间与不同的蛋白质发生相互作用。因此，研究人员可以针对蛋白质复合物中的多种组成部分重复实验。每一次实验除了靶向蛋白质外，都应该还得到蛋白质复合物中的其他组分。如果一种蛋白质不能在重复实验中被沉淀，那么不能确定它是否为复合物的组成部分之一。

### 染色质免疫沉淀（ChIP）
染色质免疫沉淀技术是一种研究DNA-蛋白质相互作用的分析手段，被用于确定目标蛋白质的DNA结合位点在基因组上的位置。
该方法的原理是细胞中的DNA结合蛋白（包括转录因子和组蛋白）可以与它们结合的DNA交联。常用的交联剂是甲醛。交联后将细胞裂解，DNA通过超声处理分解成0.2-1.0 kb长的片段。然后通过使用针对DNA结合蛋白的特异性抗体，可以从细胞裂解物中免疫沉淀出蛋白质-DNA复合物。加热纯化的蛋白质-DNA复合物以解除蛋白质和DNA复合物的交联，从而使DNA与蛋白质分离。然后通过聚合酶链式反应(PCR)确定的DNA 片段的序列信息和数量。

### RNA免疫沉淀（RIP）
RIP技术通过使用特定抗体，富集含有与目标RNA结合的蛋白质的RNA分子并进行分析，从而确定RNA与蛋白质的相互作用。RIP的原理与ChIP类似。